# Мала Топорівка
Мала́ Топорівка — село в Україні, у Захарівській селищній громаді Роздільнянського району Одеської області. Населення становить 59 осіб.
До 17 липня 2020 року було підпорядковане Захарівському району, який був ліквідований.

## Населення
Згідно з переписом 1989 року населення села становило 91 особа, з яких 40 чоловіків та 51 жінка.
За переписом населення 2001 року в селі мешкало 58 осіб.

### Мова
Розподіл населення за рідною мовою за даними перепису 2001 року:
| Мова       | Відсоток |
| ---------- | -------- |
| українська | 91,53 %  |
| молдовська | 5,08 %   |
| російська  | 1,69 %   |